# Голодная Губа
Голо́дная Губа́ — озеро ледникового происхождения в Ненецком автономном округе Архангельской области. Площадь поверхности озера — 186 км², что делает его крупнейшим в НАО.
Расположено на территории Малоземельского сельсовета Заполярного района Ненецкого автономного округа, между дельтой Печоры на востоке и Ненецкой грядой на западе, в 26 км к северу от Нарьян-Мара. С рекой Печора Голодная Губа соединяется протокой Большое Горло. Средняя глубина не превышает 2 м. Берега изобилуют отмелями. Имеет форму клина, вытянутого с юго-запада на северо-восток. На берегах — кустарниковая и лишайниковая тундра. На северо-восточной оконечности озера — ненецкий песёлок Нельмин-Нос, один из самых северных населённых пунктов на реке Печоре.
На озере осуществляется промысел рыбы, такой как: нельма, сиг, ряпушка.